# Arlo Parks
Anaïs Oluwatoyin Estelle Marinho, född den 9 augusti 2000, mest känd som Arlo Parks, är en brittisk singer-songwriter och poet. Parks släppte sitt debutalbum, Collapsed in Sunbeams, i januari 2021. Albumet vann Mercury Prize 2021.